# A pusztító (film, 1993)
A pusztító (eredeti cím: Demolition Man) 1993-ban bemutatott amerikai sci-fi akciófilm, melyet Marco Brambilla rendezett, a főszerepben Sylvester Stallone, Wesley Snipes és Sandra Bullock látható.

## Rövid történet
Egy elvetemült bűnözőt és az őt üldöző vakmerő rendőrtisztet 1996-ban hibernálnak, majd 2032-ben Los Angeles utópisztikus megfelelőjében, San Angelesben találják magukat.

## Cselekmény
Simon Phoenixet (Wesley Snipes) az 1990-es évek nagy befolyással bíró bűnözőjét elfogják, majd büntetésként hibernálják. 2032-ben sikerül kiszabadulnia és hamarosan feldúlja San Angelest (egy utopisztikus dél-kaliforniai agglomerációt, ami San Diego – Los Angeles – Santa Barbara városok összenövéséből alakult ki).
Mivel a jövőben már nem léteznek elvetemült bűnözők, a rendőrök nem tudják kezelni az esetet, így a Pusztítóra, John Spartanra (Sylvester Stallone) vár a feladat, hogy ártalmatlanná tegye Phoenixet. 
Spartant annak idején büntetésként szintén hibernálták, de feltételesen szabadlábra helyezik, és segítőtársat kap Lenina Huxley rendőrtiszt (Sandra Bullock) személyében.

## Szereplők
| Szerep                               | Színész            | Magyar hang              |
| ------------------------------------ | ------------------ | ------------------------ |
| John Spartan                         | Sylvester Stallone | Gáti Oszkár              |
| Simon Phoenix                        | Wesley Snipes      | Csuja Imre               |
| Lenina Huxley hadnagy                | Sandra Bullock     | Kiss Erika               |
| Dr. Raymond Cocteau                  | Nigel Hawthorne    | Gruber Hugó              |
| Alfredo Garcia                       | Benjamin Bratt     | Selmeczi Roland          |
| George Earle kapitány                | Bob Gunton         | Melis Gábor              |
| Bob munkatárs                        | Glenn Shadix       | Bata János               |
| Edgar Friendly                       | Denis Leary        | Bognár Zsolt             |
| Zachary Lamb                         | Bill Cobbs         | Bodor Tibor              |
| Kemény zsaru                         | Troy Evans         | Kardos Gábor             |
| William Smithers parancsnok          | Andre Gregory      | Galamb György            |
| Erwin                                | Rob Schneider      | Hegedűs Miklós           |
| Healy kapitány                       | Steve Kahan        | Uri István               |
| Zachary Lamb fiatalon                | Grand L. Bush      | Kozma Attila             |
| William Smithers parancsnok fiatalon | Mark Colson        | N/A                      |
| Helikopter pilóta                    | Pat Skipper        | Földi Tamás              |
| Számítógép (hang)                    | Adrienne Barbeau   | Fodor Zsóka              |
| Vendég a Pizza Hutban                | Lara Harris        | Bessenyei Emma           |
| További magyar hangok                | N/A                | Garai Róbert Vizy György |

## A történet eredete
A pusztító története nagy valószínűséggel Nemere István 1980-as években írt „Holtak harca” könyve alapján készült. A történetet egy hivatalos kiküldetésben lévő magyar állampolgár adta el USA-ban és egy szerzői jogvédő iroda megállapította, hogy a két mű esetén 75% egyezés van. Azonban az író lemondott a pereskedésről, mert az amerikai fél jóhiszeműen vásárolta meg az ötletet, nem utolsósorban pedig azért, mert az USA-ban történő pereskedés tetemes összegeket emésztett volna fel.

## Érdekességek
- Lenina Huxley neve valószínűleg utalás Aldous Huxley Szép új világ című antiutópisztikus regényének főszereplőjére, Lenina Crowne-ra.

## Televíziós megjelenések
HBO, RTL Klub, Prizma TV, Film+